# هیلدا بات‌سوا
هیلدا بات‌سوا (۱۱ ژوئیه ۱۸۹۶ – ۲۱ مارس ۱۹۷۶)، زاده‌شده با نام هیلدا بات، رقاص باله بریتانیایی و عضو اعضای رقصنده‌های روسی آنا پاولووا و میخائیل موردکین بود.

## اوایل زندگی
هیلدا بات در ناتینگهام متولد شد. وی به عنوان رقصنده در آکادمی رقص استدمان آموزش دید، و سپس با الکساندر وولینین و انریکو سچتی آموزش دیده شد.

## زندگی شخصی
هیلدا بات‌سوا در سال ۱۹۲۵ با مدیر تئاتر هری میلز ازدواج کرد. آنها یک پسر به نام آلن داشتند. وی در سال ۱۹۷۶، در سن ۷۹ سالگی، پس از حمله قلبی در اسکارس‌دیل، نیویورک درگذشت.